# A.J. Guyton
Pour les articles homonymes, voir Guyton.
A.J. Guyton, né le 12 février 1978, à Peoria, dans l'Illinois, est un joueur et entraîneur de basket-ball américain. Il évolue durant sa carrière aux postes de meneur et d'arrière.

## Palmarès
Joueur
- Vainqueur des Goodwill Games de 1998
- Meilleur joueur de la Big Ten Conference 2000

Entraîneur
- Champion PBL 2012
- Entraîneur de l'année 2012 de PBL